# Uwe Kellner
Uwe Kellner   (Jena, 17 de març de 1966) és un remer alemany, ja retirat, que va competir durant les dècades de 1980 i 1990.
El 1992 va prendre part en els Jocs Olímpics d'Estiu de Barcelona, on va guanyar la medalla de plata en la prova del quatre amb timoner del programa de rem.
En el seu palmarès també destaquen dues medalles d'or al Campionat del món de rem, el 1989 i 1990, així com tres campionats alemanys entre 1989 i 1992.